# Ugarci (Požega)
Ugarci is een plaats in de gemeente Požega in de Kroatische provincie Požega-Slavonië. De plaats telt 63 inwoners (2001).